# LEO I
LEO I (сокр. от англ. Lyons Electronic Office I) — один из первых британских компьютеров, первый компьютер, использованный для обработки коммерческих данных в 1951 году. По конструкции очень близок к кембриджскому компьютеру EDSAC.

## Исходный проект
В 1947 году компания J. Lyons and Co. (англ.), один из лидирующих в Соединённом Королевстве поставщиков и производителей пищевых продуктов первой половины XX века, отправила двух своих старших управляющих в США на поиски новых методов ведения бизнеса, разработанных в течение Второй мировой войны. Во время визита они случайно натолкнулись на электронные вычислительные машины, использовавшиеся исключительно для инженерных и математических вычислений. Они разглядели потенциал компьютеров в помощи в решении проблем управления крупным торгово-промышленным предприятием. Также они были осведомлены, что Кембриджский университет в Великобритании уже создаёт такую машину, — один из первых компьютеров EDSAC.
После своего возвращения в штаб-квартиру в Лондоне они порекомендовали совету директоров Lyons приобрести или сконструировать компьютер для удовлетворения коммерческих нужд компании. Предложение поддержали и было решено, что Кембриджский университет получит финансовую поддержку, если Математическая лаборатория университета поможет в реализации инициативы Lyons.
Университет обеспечил обучение и поддержку инженерам Lyons. В 1949 году они имели основу для создания работающего компьютера спроектированного специально для обработки коммерческих данных и 17 ноября 1951 года этот компьютер выполнил своё первое коммерческое приложение. Он был назван LEO — Lyons Electronic Office, что переводится как Электронный офис компании Lyons.

## Технические характеристики
LEO I работал с тактовой частотой 500 кГц, большинство инструкций выполнялись за 1,5 мс. Чтобы быть применимым для коммерческих приложений, компьютер должен был быть способным оперировать одновременно несколькими потоками данных, как входящих, так и исходящих. Поэтому его главный конструктор доктор Джон Пинкертон, спроектировал машину с множеством буферов ввода-вывода. В первом экземпляре они были соединены со скоростными считывателями бумажной перфоленты и перфораторами для неё, скоростными считывателями перфокарт и перфораторами для них, и табулятором, печатающим 100 строк в минуту. Позднее были добавлены другие устройства ввода-вывода, включая устройства для работы с магнитной лентой. Его сверхбыстрая, по тем временами, память на линиях задержки была изготовлена из трубок со ртутью, вмещающей 2K (2048) 35-битных слов (то есть 8,75 Кб) данных, что было в 4 раза больше чем у EDSAC.

## Применение и потомки

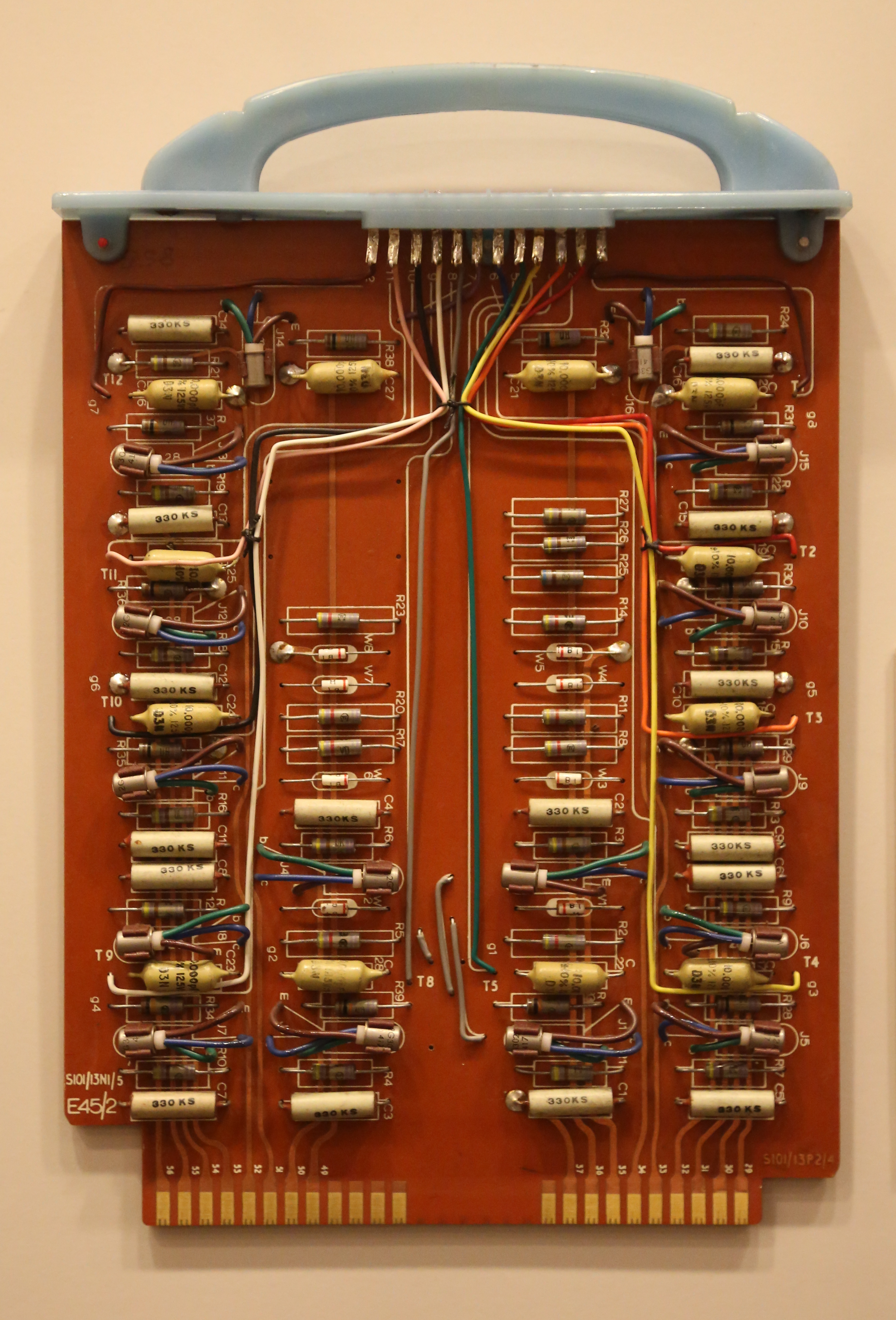
Печатная плата компьютера LEO III

Изначально Lyons использовала LEO I для расчёта цен, но затем его роль расширили до расчёта зарплаты сотрудников, учёта товаров и т. д. Одной из первых задач LEO I была обработка ежедневных заказов, которые сообщались магазинами сети каждый день после обеда и использовались для расчёта требований количества продукции на следующий день, сбора распоряжений, графика поставок, обработки счетов-фактур, стоимости и отчётов руководителей. Вероятно, это была первая интегрированная информационная система управления совмещённая с компьютеризированным центром обработки звонков. Проект LEO был также одним из первых в области аутсорсинга — в 1956 году Lyons начала выполнять на LEO I расчёты заработной платы для британского отделения Ford, а затем и для других. Видя успех этого, компания выделила одну из машин LEO II в сервисный вычислительный центр. Позже система использовалась и для научных расчётов.
В 1954 году, решив развивать LEO II и видя интерес к этой области других компаний, Lyons сформировала LEO Computers Ltd. Первый компьютер LEO III выпущен в 1961 году. Это была полупроводниковая ЭВМ с памятью на магнитных сердечниках. Она микропрограммировалась и управлялась многозадачной операционной системой. В 1963 году LEO Computers Ltd подверглась слиянию с English Electric, что послужило причиной распада команды, создавшей компьютеры LEO. English Electric продолжила производить LEO III, и пошла далее, разработав более быструю модель LEO 360 и ещё более быструю LEO 326, спроектированные командой LEO ещё до слияния. Все компьютеры LEO III позволяли одновременное выполнение до 16 программ посредством операционной системы, называвшейся Master program. Несколько из них продолжали применяться для обработки коммерческих данных в British Telecom вплоть до 1981 года. Многие пользователи с любовью вспоминают LEO III и восторгаются некоторыми его причудливыми особенностями, например, громкоговорителем подключенным к центральному процессору, который издавал характерный звук, сообщавший операторам, что программа зациклилась. English Electric LEO Computers Ltd впоследствии слилась с International Computers and Tabulators (ICT) и другими, став в 1968 году компанией International Computers Limited (ICL).

### Книги
- Bird, P.J. (1994). LEO: The First Business Computer. Wokingham: Hasler Publishing Co. ISBN 0-9521651-0-4.
- Caminer, D.T., Aris, J.B., Hermon, P.M., Land, F.F. (1998). LEO: The Incredible Story of the World’s First Business Computer. New York: McGraw-Hill. ISBN 0-07-009501-9.
- Campbell-Kelly, M., (1989). ICL: A Business and Technical History. Oxford: Clarendon Press.
- Caminer, D.T., Aris, J.B.B., Hermon, P.M.R., Land, F.F. (1996). User-Driven Innovation: The World’s First Business Computer. London: McGraw-Hill. ISBN 0-07-009501-9.
- Carmichael, H., editor (1996). An ICL Anthology, Chapter 6: LEO, Laidlaw Hicks, Surbiton, UK.
- Ferry, G. (2004). A Computer Called LEO: Lyons Tea Shops and the World’s First Office Computer. Hammersmith: Harper Perennial. ISBN 1-84115-186-6.
- Hally, M. (2005). Electronic Brains: stories from the dawn of the computer age. Washington:Joseph Henry Press. Chapter 5: LEO the Lyons Computer. ISBN 0-309-09630-8.
- Land, F.F., (1997). LEO, the First Business Computer: A Personal Experience. In Glass, R.L., editor. In the Beginning: Recollections of Software Pioneers, pages 134—153. IEEE Computer Society, Los Alamitos, CA.
- PEP, (1957). Three Case Studies in Automation, PEP, London.
- Simmons, J.R.M., (1962). LEO and the Managers, MacDonald, London.

### Статьи
- Aris, J.B.B. (1996). «Systems Design — Then and Now». Resurrection, Summer issue 1996.
- Land, F.F. (1996). «Systems Analysis for Business Applications». Resurrection, Summer issue 1996.
- Aris, J.B.B. (2000). «Inventing Systems Engineering». IEEE Annals of the History of Computing, Vol. 22, No. 3, July-September, pp. 4–15
- Land, F.F. (2000). «The First Business Computer: A Case Study in User-Driven Automation». IEEE Annals of the History of Computing, Vol. 22, No. 3, July-September, pp. 16–26.
- Caminer, D.T. (1958), «…And How to Avoid Them». The Computer Journal, Vol. 1, No. 1.
- Caminer, D.T. (1997). «LEO and its Applications: The Beginning of Business Computing». The Computer Journal, Vol. 40, No. 10.
- Caminer, D.T. (2003). «Behind the Curtain at LEO: A Personal Reminiscence». IEEE Annals of the History of Computing, Vol. 25, No. 2, April-June, pp3–13.
- Hendry, J. (1988). «The Teashop Computer Manufacturer: J. Lyons». Business History, Vol. 29, No. 8, pp. 73–102.
- Land, Frank (1999). «A Historical Analysis of Implementing IS at J. Lyons.» In Currie, W.G.; Galliers, R.D., editors. Rethinking Management Information Systems, pp. 310–325. Oxford University Press.